# Norvey Orozco
Norvey Orozco (Soledad, Atlántico, Colombia; 25 de abril de 1991) es un futbolista colombiano. Juega como delantero.

## Carrera
Comenzó su carrera en las inferiores del Junior, siendo ascendido al primer equipo por Julio Comesaña en el 2009 para cumplir la norma del jugador sub-18. Ese año se convirtió en el mejor jugador de esa categoría.
Para el 2013 el Atlético Junior le devolvió sus derechos deportivos por lo cual se fue a buscar oportunidad al interior del país, y lo acogió el Deportes Quindio.
En julio del 2013 firma contrato por un año con el club venezolano Estudiantes de Mérida.
Por su experiencia en la primera categoría es mantenido en la plantilla principal, marcando 18 goles y asistiendo 4 veces en 38 partidos en 2014.
Para el 2015 jugó la Copa Libertadores Sub-20 con el equipo sub-20.

## Selección nacional
Ha sido seleccionado varias veces a convocatoria de selecciones juveniles, destacándose su participación en el Torneo Sub-20 Integración Latinoamericana en Paraguay resultando campeón.

## Clubes
| Club                  | País      | Año         |
| --------------------- | --------- | ----------- |
| Atlético Junior       | Colombia  | 2009 - 2012 |
| Barranquilla FC       | Colombia  | 2012        |
| Deportes Quindio      | Colombia  | 2013        |
| Estudiantes de Mérida | Venezuela | 2013 - 2014 |
| Depor Aguablanca      | Colombia  | 2014 - 2015 |
| Valledupar FC         | Colombia  | 2016 - 2017 |

## Palmarés

### Campeonatos nacionales
| Título              | Club   | País     | Año  |
| ------------------- | ------ | -------- | ---- |
| Torneo Apertura     | Junior | Colombia | 2010 |
| Torneo Sub-20       | Junior | Colombia | 2011 |
| Torneo Finalización | Junior | Colombia | 2011 |

### Copas internacionales
| Título                                    | Club               | País     | Año  |
| ----------------------------------------- | ------------------ | -------- | ---- |
| Torneo Sub-20 Integración Latinoamericana | Selección Colombia | Colombia | 2010 |